# Ruby Daniel
Ruby "Rivka" Daniel (hebreu: רובי "רבקה" דניאל; malayalam: റൂബി ദാനിയേൽ; desembre de 1912 - 23 de setembre de 2002) fou una dona jueva malayali de Cochin, la primera dona d'aquesta ètnia en ingressar a la Marina índia i la primera jueva de Cochin en publicar un llibre. Entre els anys 1982-1999, Ruby Daniel va traduir a l’anglès més de 120 cançons femenines judeo-malayalameses. Els seus esforços de traducció van obrir el camí a un projecte internacional per traduir i analitzar les cançons de la comunitat jueva de Cochin.

## Primers anys de vida
Ruby Daniel va néixer a Kochi, a l'Índia i va destacar a l'escola, tant a la pública per a nenes com a l'escola jueva on estudià hebreu, la Torà i la litúrgia de la sinagoga cada matí i cada tarda. Més endavant va assistir a l'Escola Secundària Superior de Noies de St. Treasas a Ernakulam, on va acabar el batxillerat. També estudiaria un any al St. Teresa's College, però ho va deixar després que el seu pare i el seu avi morissin el mateix any.

## Carrera militar
Ruby Daniel es va allistar a l'exèrcit i va servir a les Forces Armades de l'Índia. No només és coneguda per haver estat una de les poques dones de l'exèrcit indi en aquell moment, sinó també per ser la primera dona índia jueva i la primera keralita en fer-ho en la història índia moderna. Treballà durant més de quinze anys al servei del govern com a secretària al Tribunal Suprem i, del 1944 al 1946, a la secció femenina de la Royal Indian Navy.

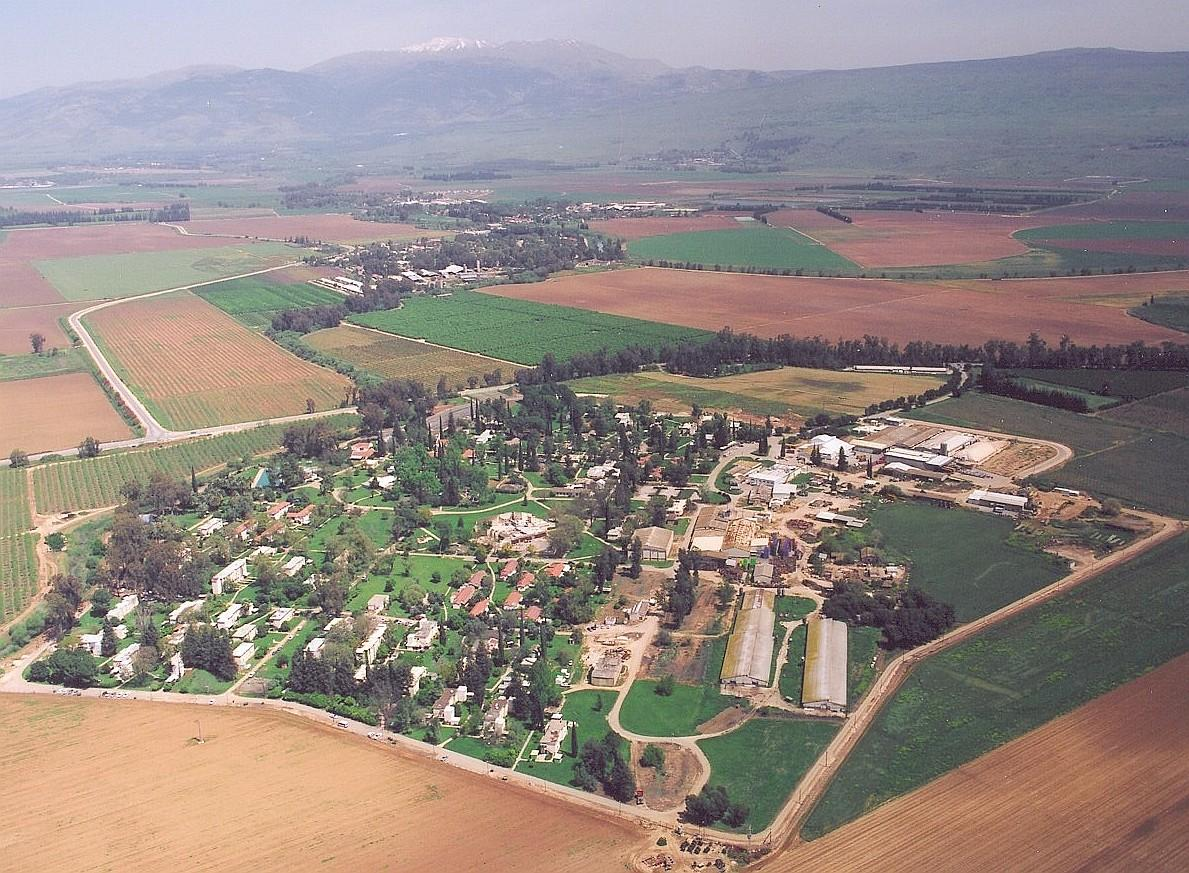
Quibuts Neot Mordechai, on s'instal·là Ruby Daniel el 1952

## Carrera literària
Va fer l'aliyà el 1951 i es va traslladar al kibutz predominantment ashkenazi i secular Neot Mordechai.
A les seves memòries de 1995, "Ruby de Cochin", parla d'un quart mètode de matrimoni entre els jueus de Cochin: el del testimoni de tota la congregació que ha acudit a les noces. Les memòries inclouen també la seva experiència a les Forces Armades de l'Índia com a dona jueva entre homes hindús i musulmans.
Per tal de preservar la cultura jueva de Cochin, Ruby Daniel va publicar un llibret de nou cançons judeo-malayalameses, transliterades en hebreu. Més endavant, va treballar molt durant la dècada de 1990 per a traduir unes 130 cançons a l'anglès, cantades per les dones jueves malayalameses,

## Obra
- We Learned from the Grandparents: Memories of a Cochin Jewish Woman. 1992
- Ruby of Cochin .Jewish Publication Society (JPS). 1995